# کانتون پالستینا
کانتون پالستینا (به اسپانیایی: Palestina) یک منطقهٔ مسکونی در اکوادور است که در Palestina, Ecuador واقع شده‌است.

## خصوصیات
کانتون پالستینا ۱۹۴ کیلومترمربع مساحت و ۱۴٬۰۶۷ نفر جمعیت دارد.